# Емануил Кацигарис
Емануил (Манолис, Караманолис) Кацигарис или Кацикарис (на гръцки: Εμμανουήλ Κατσίγαρης, Καραμανώλης, Κατσίκαρης) е гръцки революционер, деец на Гръцката въоръжена пропаганда в Македония от началото на XX век.

## Биография
Емануил Кацигарис е роден в село Нипос на остров Крит. Присъединява се към гръцката пропаганда и през ноември 1904 година пристига в района на Ениджевардарското езеро, начело на чета от 75 души. През пролетта на 1905 година посреща в района четите на Константинос Мазаракис и Спирос Спиромилиос. През май 1905 година заедно със Спиромилиос е в Бахово. Но румънеещи се власи ги предават на българска чета и в сражението Спиромилиос е ранен тежко.
На 6 октомври 1907 година Димитриос Папавиерос и Кацигарис нападат село Попадия и изгарят 12 къщи. На 8 февруари 1908 година четите на Стефос Григориу, Стоян Цицов, Трайко Браянов, Андонис Зоис и Петър Сугарев са обградени от силни османски военни части. На помощ им идват четите на Павлос Нерандзис (Пердикас), Емануил Кацигарис, Евангелос Николудис и Панайотис Героянис, както и милиция от Градешница. В сражението загиват 6 четници и много турци.
Кацигарис загива в Олимп на 20 април 1908 година.
В Нипос, Солун и Сехово има негови бюстове.